# Подгайцы (Владимирский район)
Подгайцы (укр. Підгайці) — село в Зимневской сельской общине Владимирского района Волынской области Украины.
Население по переписи 2001 года составляет 160 человек. Почтовый индекс — 44760. Телефонный код — 3342.